# Philaeus pacificus
Philaeus pacificus är en spindelart som beskrevs av Banks 1902. Philaeus pacificus ingår i släktet Philaeus och familjen hoppspindlar. Inga underarter finns listade i Catalogue of Life.